# Ascidia clementea
Ascidia clementea är en sjöpungsart som beskrevs av Friedrich Ritter 1907. Ascidia clementea ingår i släktet Ascidia och familjen Ascidiidae. Inga underarter finns listade i Catalogue of Life.